# دليل الفصائل الفلسطينية (كتاب)
دليل الفصائل الفلسطينية هو كتاب من تأليف المؤرخ عبد القادر ياسين، صدر عن مركز الإعلام العربي في القاهرة عام 2009. يقدّم الكتاب دراسة تعريفية بالفصائل الفلسطينية الحاضرة والمؤثرة في الساحة الفلسطينية، تكمن أهمية الكتاب في أنه يقدم تعريفًا بتاريخ نشأة كل فصيل فلسطيني، وأيديولوجيته.

## نبذة
يتألف الكتاب من 192 صفحة، ويحوي 14 فصلًا ومدخلين، وملحقين.

### فصول الكتاب
الفصل الاول : حركة فتح.
الفصل الثاني : الجبهة الشعبية.
الفصل الثالث : الجبهة الدايمقراطية.
الفصل الرابع : جبهة النضال الشعبي.
الفصل الخامس : الجبهة الشعبية لتحرير فلسطين – القيادة العامة.
الفصل السادس : جبهة التحرير الفلسطينية.
الفصل السابع : فتح \المجلس الثوري.
الفصل الثامن: فتح الانتفاضة.
الفصل التاسع : جبهة التحرير العربية.
الفصل العاشر : حركة الجهاد الاسلامي.
الفصل الحادي عشر : حركة حماس.
الفصل الثاني عشر: لجان المقاومة الشعبية وذراعها المسلح.
الفصل الثالث عشر: فصائل ذهبت.
الفصل الرابع عشر : أحزاب أذرع عسكرية.